# Feuerrad

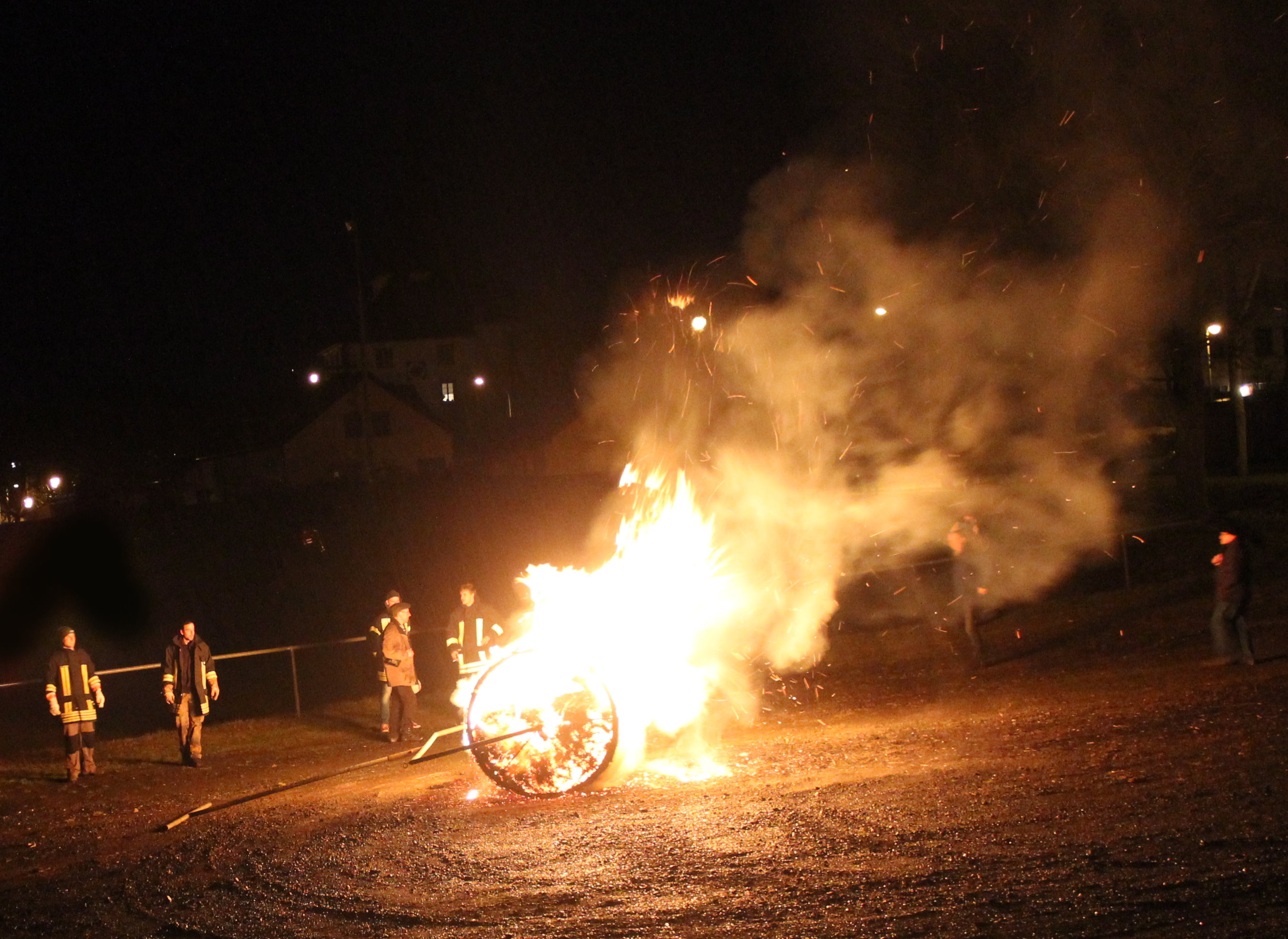
Feuerrad in Steffeln

Das Abrollen des Feuerrades von einem Berg oder Hügel ist ein Volksbrauch, der noch heute zu Weihnachten, Neujahr, Karneval, Ostern oder Pfingsten von Gemeinden, unter anderem im Lipperland, Friaul, Odenwald, Sauerland, Spessart, Tessin, Tirol und im Weserbergland gepflegt wird.

## Beschreibung
Zum Abrollen des Feuerrades wird zuvor ein mannshohes Rad mit Stroh an den Seiten gestopft. In manchen Gemeinden wird auch das Stroh in einen eisernen Käfig gestopft, der die Form einer Walze hat. Meist am Faschingsdienstag wird bei Dunkelheit das Stroh entzündet und das Rad, von den jungen Männern des Dorfes an zwei Birkenstämmen geführt, einen Hügel hinuntergerollt. Mit diesem Brauch soll der Winter vertrieben und die Fruchtbarkeit der Felder erbeten werden. In manchen Orten, wie beispielsweise in Darsberg, wird in Verbindung mit dem Rollen des Feuerrades auch das Scheibenschlagen praktiziert. Dabei werden brennende Birkenscheiben mit einem Stock (ähnlich einem Golfschläger) auf die Wiese geschleudert, was die Fruchtbarkeit des Feldes verbessern soll.
Zeitgemäß aufbereitet wird das Abrollen des Feuerrades heutzutage mit Bratwurst, Bier, Guggemusik, Hexentanz und Scheiterhaufen begangen.

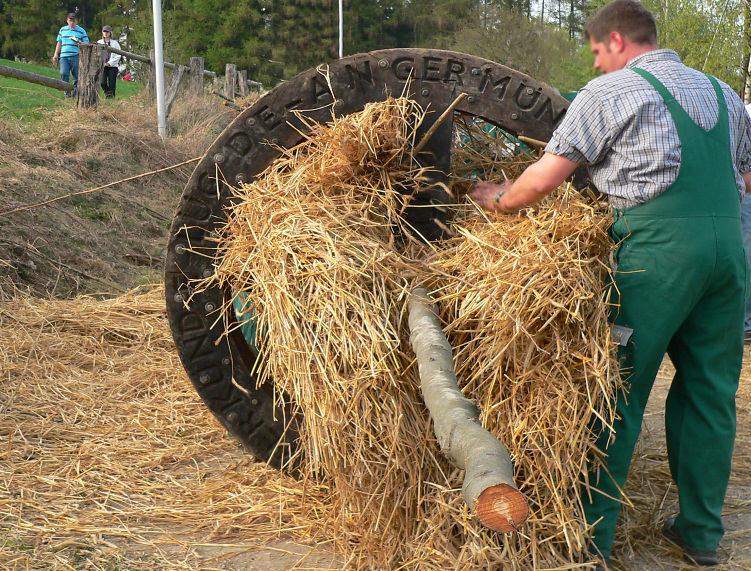
Feuerrad beim Stopfen des Rades mit Stroh
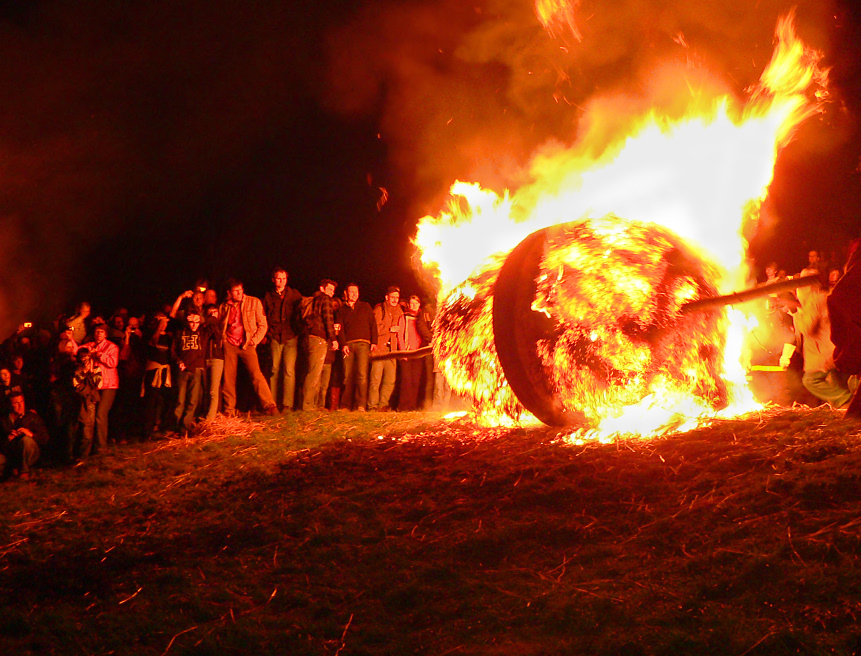
Osterrad in Lügde
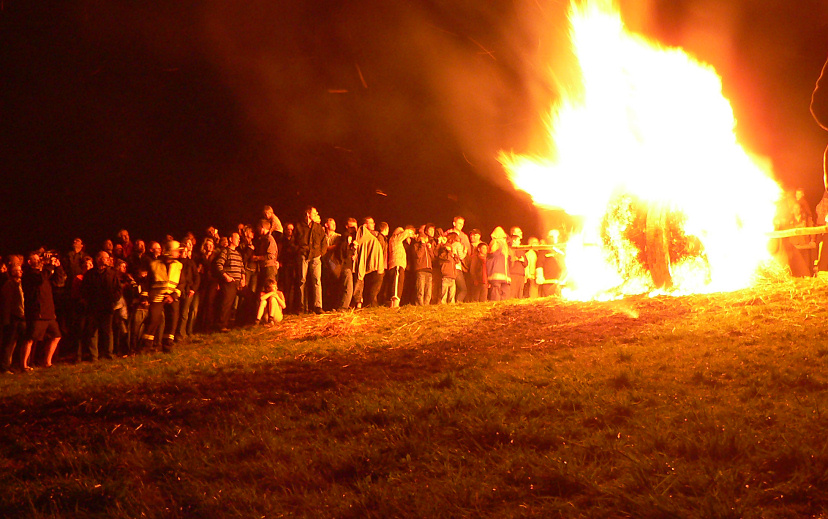
Start beim Osterräderlauf in Lügde
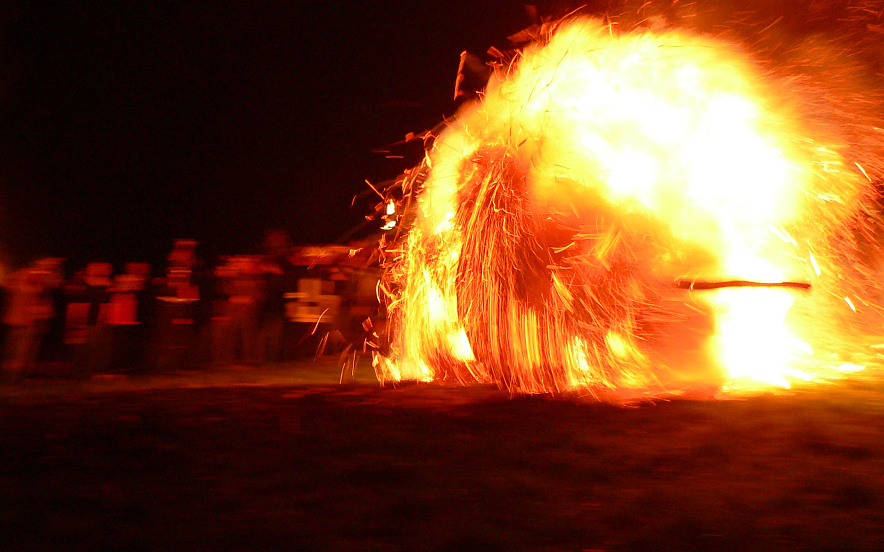
Rad im Rollen
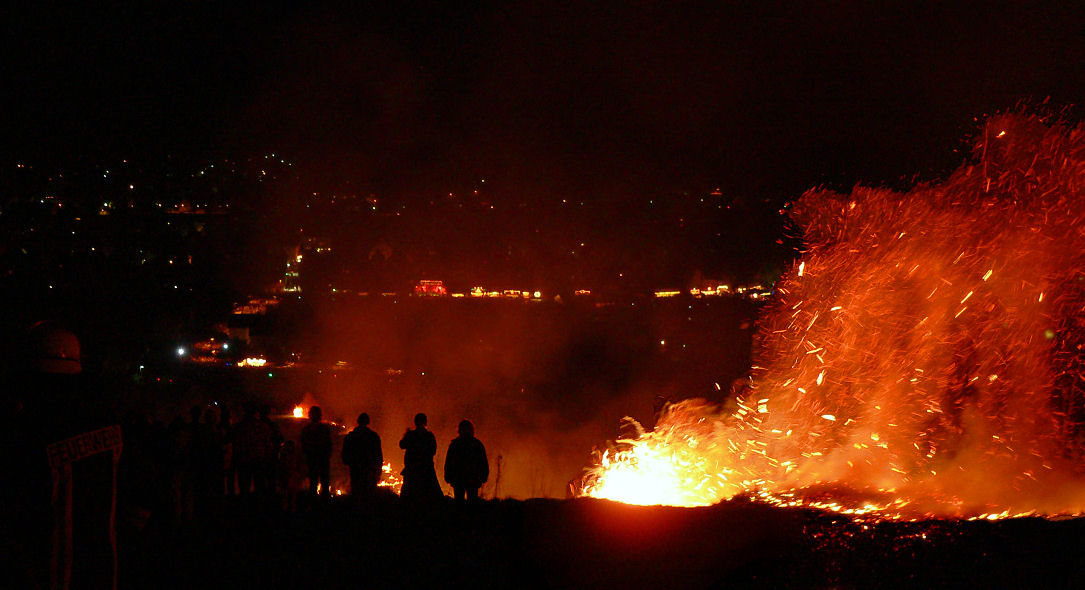
Abgang talwärts

## Geschichte
Den ersten schriftlichen Beleg für einen Feuerbrauch dieses Typs in Deutschland bietet die Chronik des Klosters Lorsch. Am 21. März 1090 vernichtete ein Feuer große Teile des Klostergebäudes, hervorgerufen durch eine brennende Holzscheibe, die als Volksbrauch zur Frühlingstagundnachtgleiche in die Luft geschleudert wurde. Ein solcher Brauch ist auch heute noch als Scheibenschlagen bekannt.
Im 19. Jahrhundert wurden in der Moseleifel brennende Räder von Bergen und Hügeln heruntergerollt, während zeitgleich ein Strohmann verbrannt wurde. Unter anderem für Wittlich ist dieser Brauch belegt, wo er zum Michaelsfest am 29. September ausgeübt wurde. Bei Gerolstein wurde er bis ins Jahr 1816 praktiziert. Hier wurde ein brennendes Rad von einer Anhöhe zum Fluss Kyll hinunter gerollt. In Oberstadtfeld werden brennende Räder am ersten Fastensonntag gerollt. Ebenso wurde bei Konz zum Invocavitfeuer ein Feuerrad ins Moseltal herabgerollt. Im niederdeutschen Sprachraum wurde das Rollen von Feuerrädern hingegen nicht mit der Fastenzeit und den Invocavitfeuern, sondern mit den Osterfeuern verbunden. Solche Osterräder finden bis in die heutige Zeit Verwendung.
Auch zum vierten Fastensonntag, dem Laetare, wurden in Teilen Deutschlands Feuerräder gerollt, so beispielsweise bei Eisenach und in Franken. Den Brauch bei den Franken beschreibt auch Jacob Grimm 1854 in seinem Werk Deutsche Mythologie:

„Sie flechten ein Wagenrad voller Stroh, tragen es auf einen hohen […] Berg, haben darauf, so sie vor Kälte mögen bleiben, den ganzen Tag ein[en] guten Mut, mit vielerlei Kurzweil, singen, springen, tanzen […]. Um die Vesperzeit zünden sie das Rad an und lassen es mit vollem Lauf in das Tal laufen. Das gleich an zu sehen ist, als ob die Sonne von dem Himmel lief.“

Es wird angenommen, dass das Feuerrad in vorchristlichen Zeiten ein Frühlingsbrauch zum Äquinoktium gewesen ist, der sich nach der Christianisierung in Verbindung mit der Fastenzeit in Südwestdeutschland und mit der Osterzeit im nördlichen Deutschland aufspaltete. Noch heute sind beide Ausprägungen zu finden. Auf ein solches Fest zum Frühlingsäquinoktium weist auch der eingangs beschriebene Klosterbrand am 21. März, also genau zum Termin der Tagundnachtgleiche, hin.

## Der Feuerrad-Brauch heute
In folgenden deutschen Gemeinden wird das Feuerrad heute noch abgerollt:
- Brokhausen bei Detmold/Lippe am Ostersonntag
- Darsberg bei Neckarsteinach/Odenwald am Faschingsdienstag
- Franzenheim bei Trier am ersten Fastensonntag
- Gees (Gerolstein) am Samstag vor dem ersten Fastensonntag
- Günsterode Stadtteil von Melsungen am Ostersonntag
- Heddesbach/Odenwald am Faschingsdienstag
- Hirschhorn-Langenthal/Odenwald am Faschingsdienstag
- Weyhe-Leeste am Ostersonntag (seit 1987)
- Lügde am Ostersonntag
- Neunkirchen-Neckarkatzenbach/Neckar-Odenwald-Kreis am Faschingsdienstag
- Neuhütten/Spessart am Faschingsdienstag
- Wiesthal/Spessart am Faschingsdienstag
- Obersinn/Spessart am Rosenmontag
- Pellingen bei Trier am ersten Fastensonntag
- Dreis-Brück bei Daun am ersten Fastensonntag
- Schönau (Odenwald) am Faschingsdienstag
- Sinsheim-Dühren/Kraichgau am Faschingsdienstag
- Sinsheim-Steinsfurt/Kraichgau am Faschingsdienstag
- Wilhelmsfeld am Faschingsdienstag

## Das Feuerrad im Neuheidentum

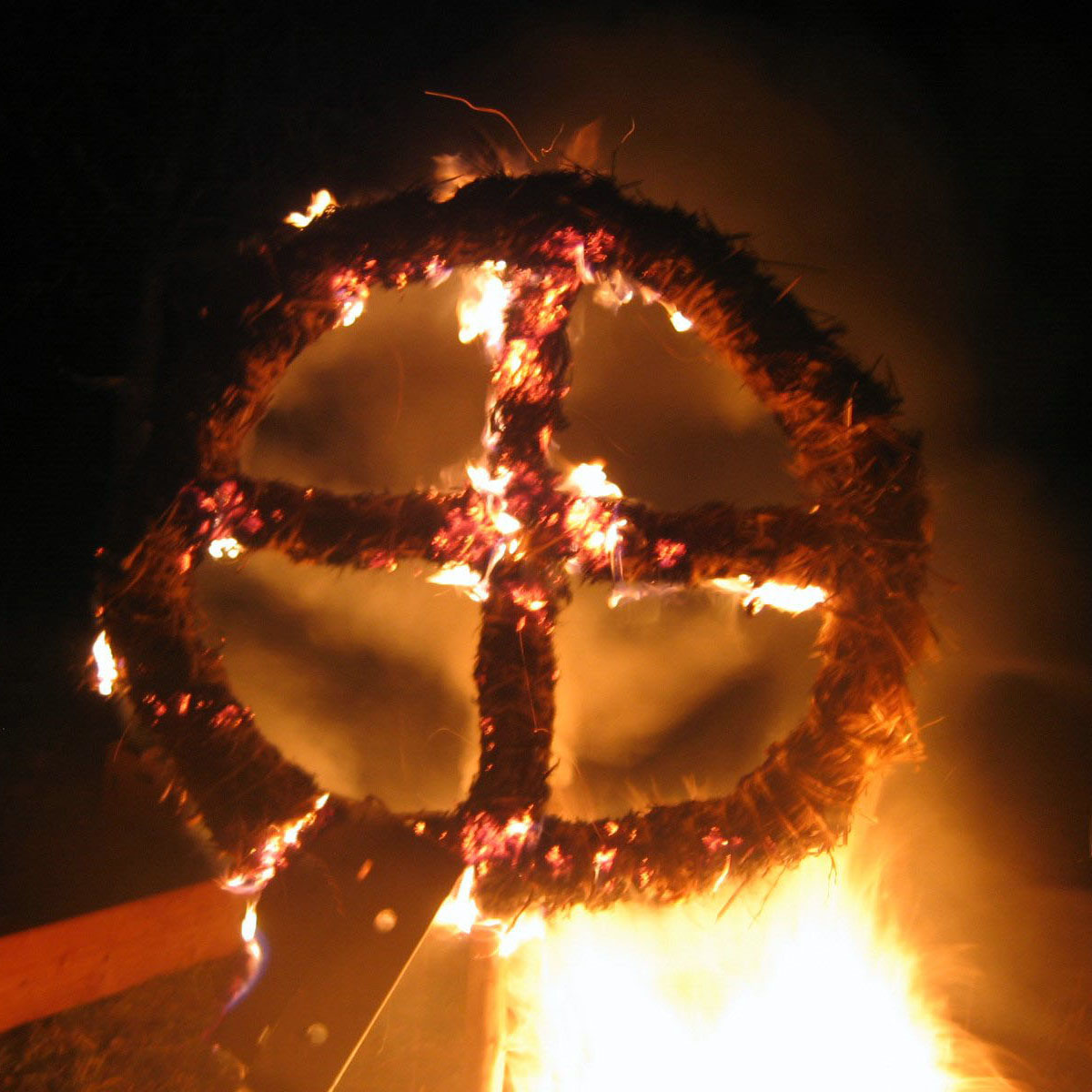
Feuerrad: Aus Stroh gebundenes Radkreuz zum Julfest

In Anlehnung an den Volksbrauch, dessen Ursprung im heidnisch-germanischen Sonnenkult vermutet wird, nahmen sich Anhänger des  germanischen Neuheidentums (darunter Firne Sitte, Urglaawe) der Verwendung des Feuerrades an. Hier finden brennende Wagen- und Strohräder vor allem beim neuheidnischen Julfest Verwendung, das von Wintersonnenwende am 21. oder 22. Dezember bis zum ersten Vollmond nach den 12 Rauhnächten gefeiert wird. Auch hier symbolisiert das brennende Rad die Sonne, deren Sieg über die Dunkelheit und Kälte des Winters gefeiert wird.

## Trivia
- Die schwedische Melodic-Death-Metal-Band Amon Amarth greift in ihrem Musikvideo zum Song The Pursuit of Vikings den Feuerrad-Brauch auf. Auch auf dem Cover ihrer EP Sorrow Throughout the Nine Worlds ist ein brennendes Rad abgebildet.

- Die Neue-Deutsche-Härte-Band Rammstein hat ein Lied mit dem Namen Feuerräder veröffentlicht.